# Дима, Константин Кристиан
Константин Кристиан Дима (рум. Constantin Cristian Dima; 21 июля 1999, Бухарест, Румыния) — румынский футболист, защитник клуба «Киндия Тырговиште».

## Биография
Воспитанник бухарестского «Динамо». В 2016—2018 годах выступал на правах аренды в клубах «Металул Решица» и «Сепси». В 2019—2020 играл за «Астру», в составе которой стал финалистом Кубка Румынии. По данным СМИ, перед уходом из клуба игрок обращался в Федерацию футбола Румынии из-за задолженности по зарплате.
В январе 2021 года подписал контракт сроком на 3,5 года с украинским клубом «Десна» (Чернигов), занимающим 3-е место в Премьер-лиге. Сумма трансфера составила 100 000 евро с условием выплаты 20 % от суммы следующей продажи. Незначительная стоимость трансфера игрока связана с тем, что существовал риск его ухода в качестве свободного агента.

## Достижения
- Финалист Кубка Румынии: 2018/19